# QR-Grabstein

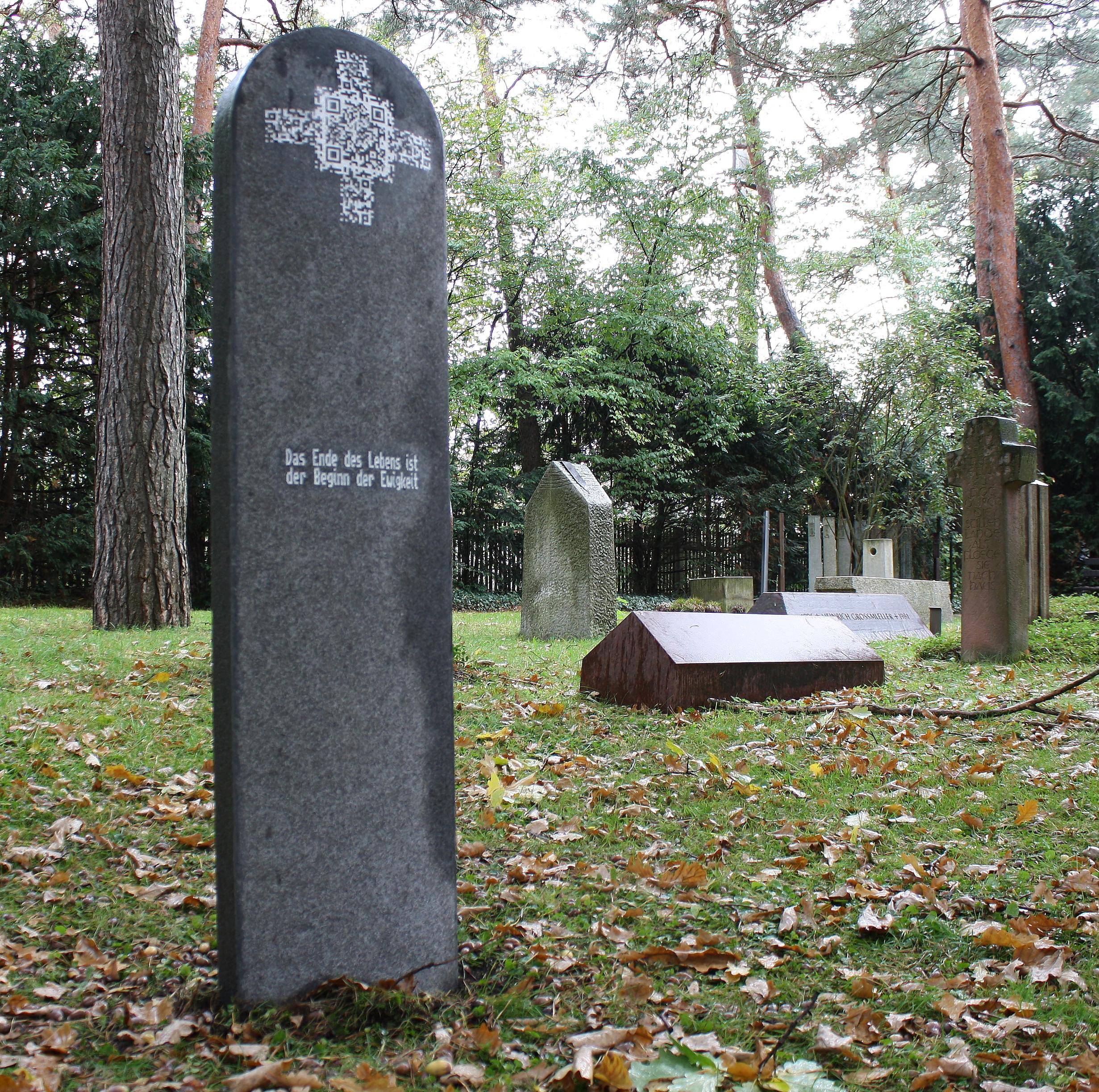
Grabstein mit einem als Kreuzrelief eingearbeiteten embedded qr-code

Als QR-Grabstein, auch QR-Grabmal, Grabstein 2.0 wird ein mit einem QR-Code versehenes Grabdenkmal aus Naturstein bezeichnet, das in seiner Gestaltung einen 2d-Barcode integriert. Dadurch können – mittels Mobile-Tagging – auf dem Friedhof, also direkt am Ort der Bestattung, mehr Informationen über einen Verstorbenen abgerufen werden. Der Barcode wird hierbei mit einem geeigneten Programm des Smartphones oder Tabletcomputers gescannt und verbindet so den Besucher über das Internet mit weiterführenden Informationen.
Ein QR-Grabstein bietet somit für Angehörige eine Möglichkeit, das Gedenken an die Verstorbenen eigenständig zu gestalten. Dieses Gedenken kann durch eine URL-Weiterleitung auf eine individuelle Trauerseite im Internet erfolgen, aber auch durch das Aufrufen persönlicher Fotos und Texte, die auf mobilen Endgeräten angezeigt werden.

## Entwicklung
Grabmale und Grabsteine wurden bereits in der Frühgeschichte der Menschheit errichtet und sind bis heute in vielen Kulturen ein sichtbares Zeichen des Totengedenkens. Durch die darauf genannten Daten der Verstorbenen, durch Hinweise auf Herkunft, Beruf und Tätigkeit, durch Symbole und Sinnsprüche wurden Grabsteine zu individuellen Informationsträgern.
Auf Grund der Veränderung in der aktuellen Gedenkkultur, die zunehmend auch im Internet ihren Ausdruck findet (Online-Friedhöfe und Online-Gedenkseiten), entstand die Idee, die tatsächliche Grabstätte, den realen Ort der Bestattung mit diesen virtuellen Gedenkräumen zu verbinden.
Bereits 1999 wurde in Schweden ein Grabstein aufgestellt, in den eine WWW-Adresse eingemeißelt war. Diese führte auf eine Trauerseite der Verstorbenen, die von den Angehörigen selbst erstellt und eigenständig verwaltet wurde.
Im Jahr 2008 wurden dann erstmals in Japan QR-Codes an Grabsteine geklebt, um als kodierte Darstellung einer Webadresse internetbasierte Informationen am Ort der Bestattung bereitzustellen.
2010 wurde in den USA ein NFC-Chip vorgestellt, der, am Grabstein befestigt, Daten oder ein Foto der Verstorbenen speicherte. Diese Informationen waren jedoch nur über ein geeignetes NFC-fähiges Smartphone abrufbar.
Es waren die weltweit rasante Entwicklung des mobilen Internets und die zunehmende Verbreitung von mobilen Endgeräten wie Smartphones, die es ab 2011 auch in Deutschland ermöglichten, einen „digitalen Grabstein“ mit einem 2d-Barcode zu gestalten. Die Verwendung des QR-Codes als die bekannteste Variante der Barcodes war dann die Grundlage für die gestalterische Einbindung am Grabstein.

## Gestaltung

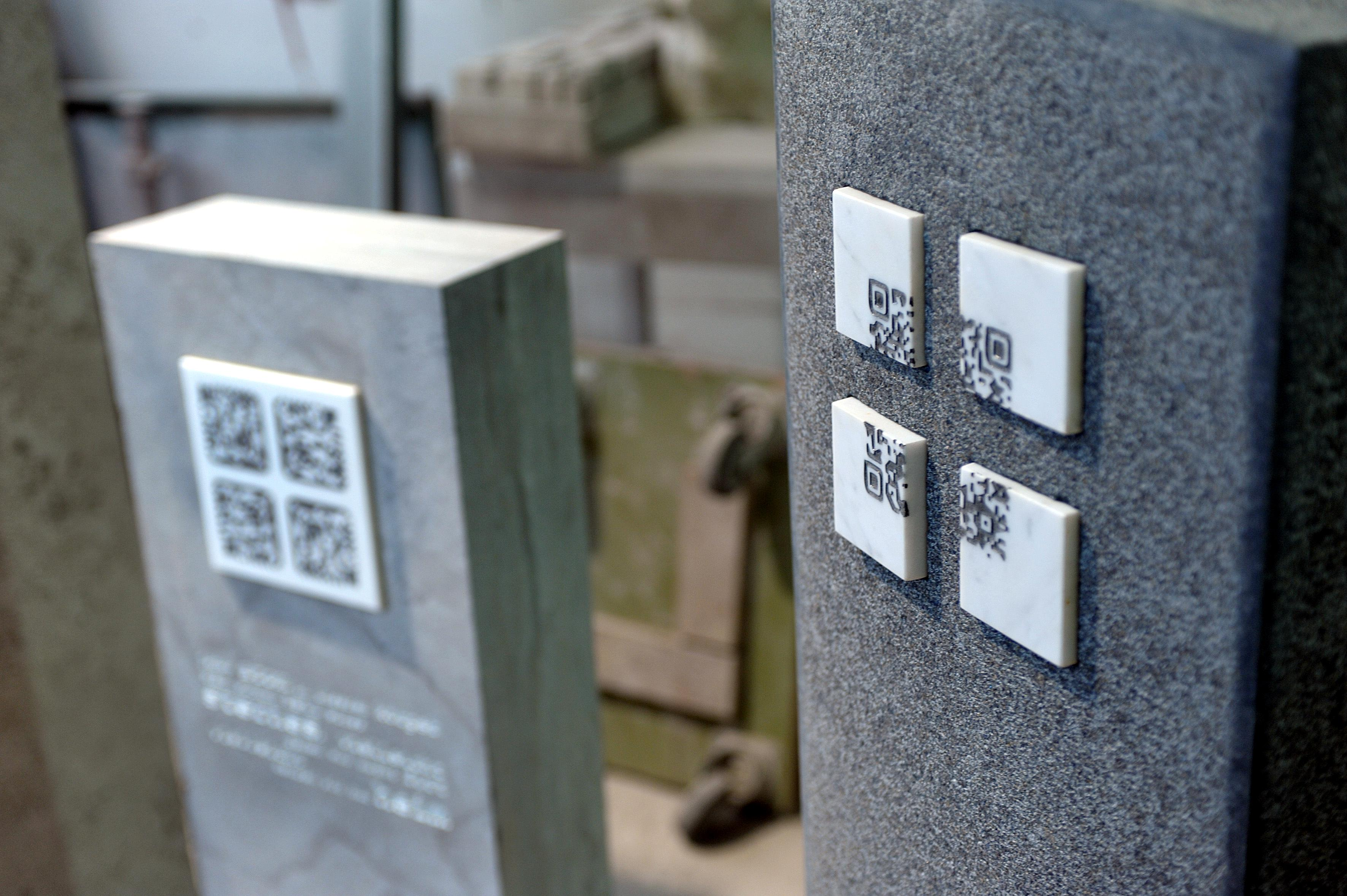
Digitale Grabsteine mit 2d-Barcodes

In Deutschland ist die Gestaltung von Grabsteinen durch die Friedhofsordnungen der kommunalen oder kirchlichen Träger detailliert geregelt. Diese Friedhofssatzungen geben für Grabsteine die Art und Verwendung von Materialien vor, definieren Höchst- und Mindestmaße und garantieren so, die „Würde des Friedhofs“ zu erhalten.
Diesen Vorgaben entsprechend, entwickelte der Kölner Bildhauer und Steinmetzmeister Andreas Rosenkranz 2011 ein Verfahren, mittels Sandstrahltechnik QR-Codes vertieft und reliefartig direkt in den Naturstein zu arbeiten.
Dieses Verfahren ermöglichte die gestalterische Einbindung eines 2d-Barcodes, wie es der QR-Grabstein zeigt, der 2012 – mit einem als Kreuzrelief eingearbeiteten embedded qr-code – durch einen Grabmal-Wettbewerb einer breiten Öffentlichkeit präsentiert wurde.
Im selben Jahr fertigte der Kölner Steinmetzbetrieb „steinart“ den ersten QR-Grabstein, der auf einem öffentlichen Friedhof in Deutschland aufgestellt wurde. Der eingearbeitete QR-Code dieses Grabsteines verweist auf den Wikipedia-Eintrag des Verstorbenen.
Im Sommer 2012 wurde dann auf einem Friedhof in München eine QR-Stele oder QR-Sockelstein vorgestellt, der, auf einer Grabfläche separat platziert, einen vorhandenen Grabstein ergänzt.
Als weiteres Gestaltungselement wurde ein QR-Code-Inlay aus Naturstein vorgestellt und prämiert, das sowohl am Grabstein als auch auf einer Grabplatte Verwendung findet.
Die gestalterische Einbindung von QR-Codes an Grabsteinen war somit als eigenständiges Gestaltungselement zu werten. Ein Verbot durch den Friedhofsträger war dadurch nicht möglich.
Diese Auffassung teilte nachfolgend auch der Deutsche Städtetag in seinen Handlungsempfehlungen zum Umgang mit dem QR-Code auf Grabmalen, die am 21. November 2013 veröffentlicht wurden. Zitat: „Grundsätzlich ist gegen die gestalterische Einbindung des QR-Codes in die Grabanlage bzw. das Grabmal kein Verbot durch die Friedhofsverwaltung möglich, da dieser in seinem Aussehen als eigenständiges oder verbindendes Element der Grabgestaltung gesehen werden kann.“

## Rechtliches
Mit einer neu formulierten Satzung versuchte im Januar 2014 die Friedhofsverwaltung in Köln, die Verwendung von QR-Codes auf den städtischen Friedhöfen grundsätzlich zu untersagen.
Dies wurde damit begründet, dass „durch die fortwährenden Veränderungsmöglichkeiten der hinterlegten Informationsquellen […] die zu vermittelnden Inhalte in dem besonderen Schutzraum Friedhof (durch die Verwaltung) nicht kontrolliert werden“ könnten.
Zu diesem Vorbehalt hatte die Fachkommission Friedhof und Stadtgrün des Deutschen Städtetages (DST) bereits im November 2013 eine pragmatische und rechtlich unbedenkliche Lösung formuliert: „Der Grabnutzungsberechtigte […] bleibt für die Inhalte verantwortlich.“
So wurde die Beschlussvorlage der Kölner Friedhofsverwaltung zum grundsätzlichen Verbot von QR-Codes auf dem Friedhof mit dem Hinweis auf die aktuelle Handlungsempfehlung des DST am 27. März 2014 vom Rat der Stadt Köln mehrheitlich abgelehnt.
Die Formulierungen der Handlungsempfehlungen zum Umgang mit dem QR-Code auf Grabmalen des DST werden seitdem von vielen Städten und Kommunen als Vorlage für Änderungen der Friedhofssatzungen genutzt und erlauben somit explizit die gestalterische Einbindung von 2d-Barcodes am Grabstein.